# Aerodrom Valjevo
Aerodrom Valjevo, poznat i kao aerodrom Divci, je aerodrom koji se nalazi u Divcima 12 km od Valjeva i blizu planinskog odmarališta Divčibare. Nalazi se uz prugu Beograd-Bar i uz magistralni pravac koji spaja Valjevo sa Beogradom. Opremljen je jednom poletno-sletnom stazom koja je 1.250 m dugačka i široka 50 m.  Travnata poletno-sletna staza se prostire pravcem 08/26 i nalazi se na nadmorskoj visini od 147 m. Aerodrom se koristi za obuku i letenje sportskih pilota, jedriličara, padobranaca, motornih zmajeva i paraglajderista.

## Planovi
Tokom poslednjih nekoliko godina se poteže pitanje ulaganja u aerodrom da bi podstakao privredni razvoj Kolubarskog okruga i Valjeva kao njegovog centra. Za ulaganja su zainteresovani svi krupni privredni subjekti i Grad Valjevo koji ima udela u vlasništvu. Preduzeće „Aerodrom“ Valjevo je akcionarsko društvo. Najveći akcionar preduzeća „Aerodrom“ je aero-klub „Valjevo“ sa 41,72 odsto akcija. Slede firme Termoelektro sa 23,89 odsto, Ikar sa 16,64 i Vujić Valjevo sa 13,68 odsto. Opština Valjevo ima 2,76 odsto akcija, JP Valjevo-turist 1,05 i Krušik 0,26% akcija.

## Delatnost
Na ovom sportskom aerodromu radi škola za obuku pilota firme „Prince Aviation“. U pripremi je otvaranje regionalnog centra za obuku pilota helikoptera, prvog te vrste u Srbiji. „Heli Master“ škola će u početku obučavati zainteresovane za sticanje privatnih pilotskih dozvola. Posebno je značajno što škola „Heli Master“ ima sve sertifikate međunarodnih asocijacija, pa će njena dozvola važiti za sve zemlje sveta. Kao prvi korak u pretvaranju sportskog aerodroma u komercijalni, na Aerodromu Valjevo se očekuje da tokom proleća 2010. počne sa radom i servis za helikoptere i sportske avione.

## Spoljašnje veze
- Članak o servisu za helikoptere i avione u Divcima